# 제노 엑스칼리버
제노 엑스칼리버 매그넘 임팩트(Xeno Xcaliver Magnum Impact)는 베이블레이드 버스트에 등장하는 베이이다.

## 파츠
- 레이어: 제노 엑스칼리버(XX)
- 디스크: 매그넘(M)
- 드라이버: 임팩트(I)

## 사용자
- 샤쿠엔지 카이자

## 설명
사상 최초로 트리플 레이어를 채용하고 있는 배이이다.
패키지에 동봉된 전용 런처인 소드 런처에 동봉된 소드 와인더는 안정성을 중시한 노멀 사이드, 회전력과 힘을 중시하는 대신 안정성이 급격히 떨어지는 파워 사이드를 선택하여 사용할 수 있다. 대부분의 선수들이 이 베이를 구입하는 이유가 소드 런처 때문이라고도 할 수 있다.
임팩트 드라이버는 울퉁불퉁한 외형으로 장시간 공격이 가능한 어택타입 드라이버이다.

인기가 좋아서 현재 판매 종료된 베이를 제외하고 가장 희귀한 베이라고 한다.

## 기술
- 더 원 임팩트

## 같이 보기
베이블레이드 버스트의 베이 목록